# Muzeum (czasopismo)
Muzeum – czasopismo ukazujące się na przełomie XIX/XX wieku.
„Muzeum” było wydawane od 1 stycznia 1885 we Lwowie jako czasopismo Towarzystwa Nauczycieli Szkół Wyższych (założonego w 1884) i poświęcone sprawom szkół wyższych. W 1885 redaktorem odpowiedzialnym był Roman Palmstein (profesor C. K. Gimnazjum we Lwowie), a w komitecie redakcyjnym byli: dr Ludwik Ćwikliński, Korneli Fischer, dr Maurycy Maciszewski, dr Ignacy Petelenz, Franciszek Próchnicki, dr Zygmunt Samolewicz, Józef Skupniewicz, Józef Soleski, Tomasz Sołtysik, dr Albert Zipper.
W 1914 redaktorem naczelnym był dr Bolesław Mańkowski. Periodyk wychodził wówczas w nakładzie 2500 egzemplarzy. Wtedy periodyk ukazywał się jako miesięcznik.
W 1939 (54 rok wydawania) „Muzeum” ukazywało się jako organ Towarzystwa Nauczycieli Szkół Średnich i Wyższych z podtytułem czasopismo pedagogiczne poświęcone sprawom wychowania, nauczania i organizacji szkolnictwa. Do tego czasu było wydawane staraniem Okręgu Lwowskiego TNSŚW i nakładem zarządu głównego tej organizacji. Do 1939 redaktorem wydawnictwa był Kazimierz Brończyk.
Redakcja i administracja czasopisma mieściła się we Lwowie przy ulicy Łyczakowskiej 5.